# Вождизм

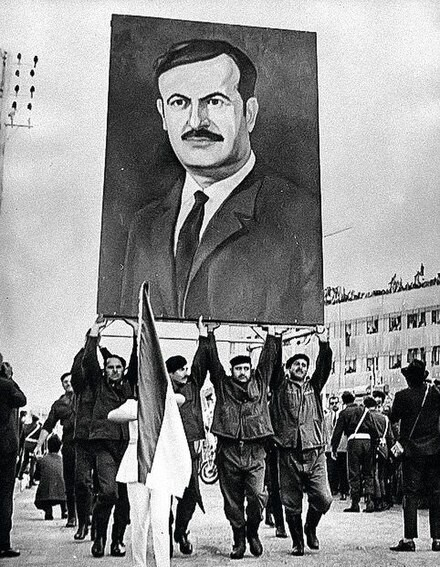
Сирийцы маршируют с огромным портретом президента Хафеза аль-Асада. Под его управлением Сирия была очень централизованным государством, где Асад был вождем.

Вожди́зм — тип властных отношений, характеризующийся личным господством и преданностью одному человеку — вождю.
Отличие вождя от лидера состоит в том, что лидер определяет направление движения, а вождь символизирует власть, сторонники лидера поддерживают его повестку, сторонники вождя — культивируют его личность. При вождизме отношения регулируются не законами, а неформальными нормами (как при тирании) и иррациональными компонентами политического сознания, что никто, кроме вождя, не может контролировать власть.
Вождизм в широком понимании (превосходство лидера над подвластной «толпой») существовал с античности (демагогия), но в современном понимании оформился в XX веке.

## Возникновение
Национальные кризисы с потерей идентичности и связанной с этим растерянностью масс, благоприятствуют зарождению вождизма: общество ищет патернализма и харизматического вождя.
Особенное развитие в европейских государствах вождизм получил после Первой мировой войны, чему существуют различные противоречивые теоретические объяснения. Вождизм сопутствовал многим тоталитарным и некоторым авторитарным обществам с различной идеологией и политической организацией — в первую очередь, в социалистических и фашистских государствах. Практически вождистскими были режимы каудилизма (от «предводитель») диктаторов Испании и ряда стран Латинской Америки.

## Особенности
Вождизм не зависит ни от содержания политической программы вождя (она даже может и вовсе отсутствовать), ни от понимания населением политической стратегии: поддержка общества основана на вере в способность вождя поддержать стабильность и безопасность.

## Вождизм в некоторых странах

### Советский Союз

В. И. Ленин

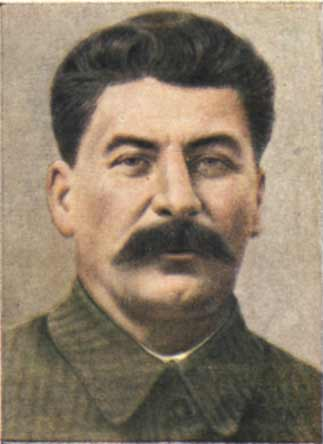
И. В. Сталин

Марксизм-ленинизм, идеологическая основа советской власти, в теории отвергает вождизм, ограничивая «роль личности в истории», что проистекало из марксистского принципа равенства. Однако некоторые люди считают вождизм естественным следствием ленинизма. Например, русский философ Н. Бердяев считал, что «Ленинизм есть вождизм нового типа, он выдвигает вождя масс, наделенного диктаторской властью».
После Октябрьской революции 1917 года в Советской России и СССР стали использоваться во множественном и единственном числе титулы «вожди революции», «вожди пролетариата» и просто «вожди» применительно к В. И. Ленину и Л. Д. Троцкому (последний также именовался «вождём Красной армии», а Г. Е. Зиновьев — «вождём Коминтерна»). После оппозиции и отстранения от власти Троцкого до 1929 года было распространено множественное выражение «вожди партии» по отношению к лидерам партии, а также схожие титулы в единственном числе (например, «ленинградским вождём» называли С. М. Кирова, «вождём Украины» — С. В. Косиора). С обретением всей полноты власти И. В. Сталиным эти выражения практически исчезли, так как в полноценно вождистском обществе вождь может быть только один, которым и был объявлен Сталин во время его пребывания у власти в СССР, когда государственно-партийная система стала сталинизмом.

### Германия

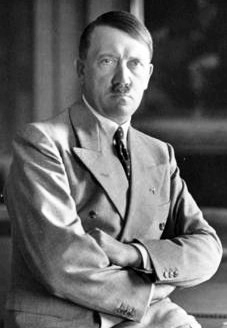
А. Гитлер

В нацистской Германии вождизм был одним из постулатов нацистской идеологии. Уже в 1921 году А. Гитлер провозгласил «фюрерство» законом нацистской партии. Абсолютная ответственность вождя и его помощников заменит «безответственность парламентаризма», говорил Гитлер. На «принципе фюрерства» основывалась повседневная деятельность многих национал-социалистических организаций. Гитлера называли «Великим вождём империи», а чаще просто вождём — фюрером.
В Национал-Социалистической Германии с 1933 по 1945 обязательным для изучения был «Моя борьба», также Гитлера называли вождем не только в Германии, а и в Украине, Белоруссии, Норвегии, Нидерландах, Хорватии и тд. Кроме Адольфа Гитлера статусом вождя обладали Генрих Гиммлер («вождём СС») и Герман Геринг («вице-фюрер» (вождь)). В честь Гитлера так же были названа молодёжная организация Гитлерюгенд, а приветствием национал-социалистов является «Хайль Гитлер!» («Да здравствует Гитлер!»). Неонацисты звали Гитлера фюрером (вождём) даже после Второй мировой войны. В честь фюрера Германии были названы улицы, города и площади, по всей Германии был установлен тоталитарный режим за единоличным руководством НСДАП, а в пропаганде с Гитлера делали «бога, верховного судью и спасителя нации, который должен был спасти немецкую нацию, и сделать арийскую расу лидирующей над всеми остальными нациями». Кроме Германии, в сателлитных республиках также были свои вожди, например в Рейхскомиссариате Украина вождём называли Эриха Коха, а в Немецкой военной администрации в Сербии Милана Недича.

### Италия

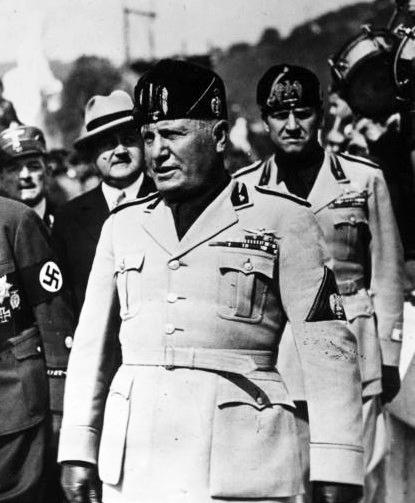
Муссолини

В фашистской Италии при Муссолини с 1922 по 1945 годы также был распространён принцип вождизма. Муссолини именовался вождём (дуче).

### Югославия

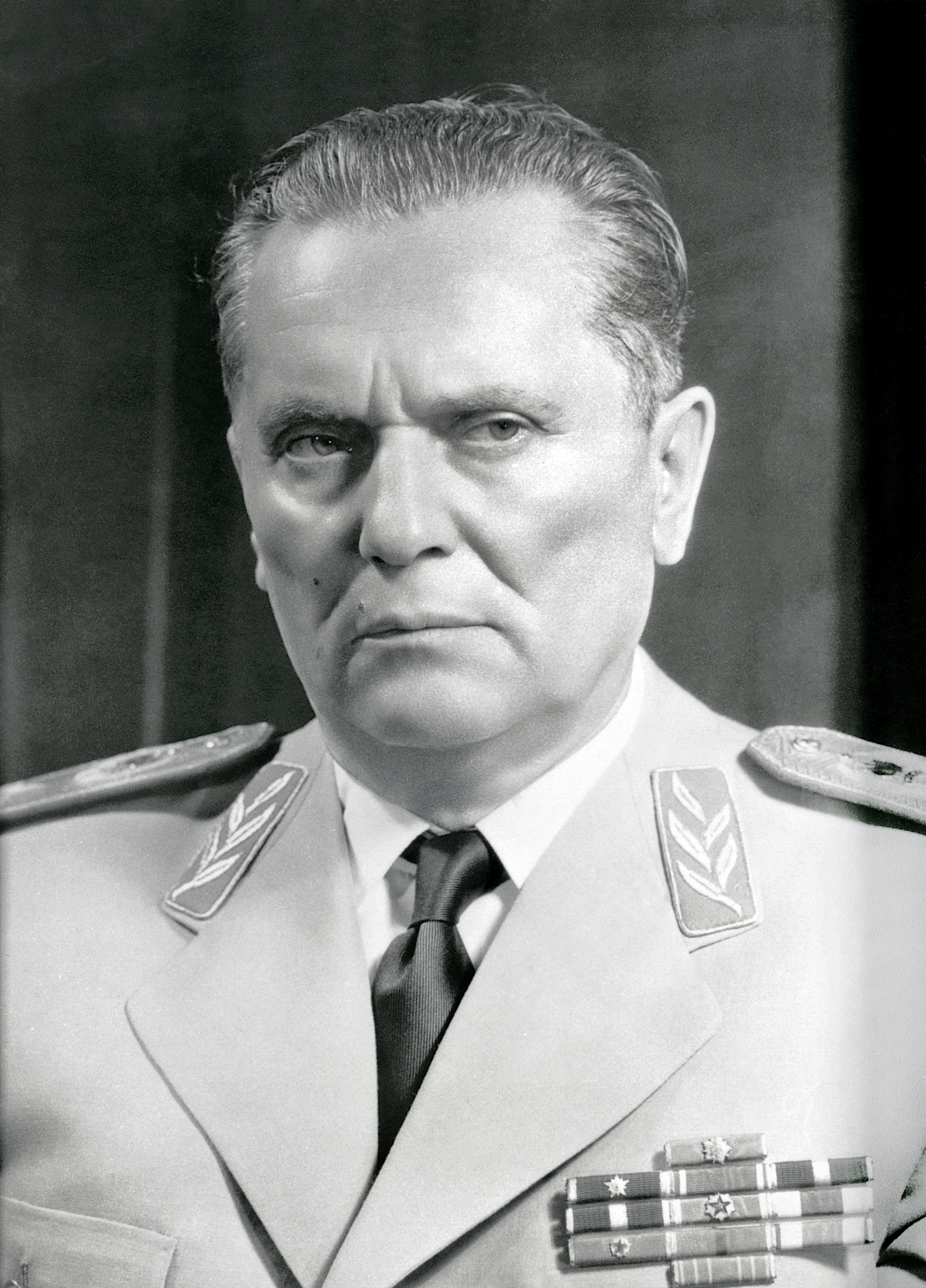
И. Броз Тито

Президент Югославии Иосип Броз Тито именовался «Вождём нации» и «Вождём Югославии», во время его правления, так и после в Югославии действовали принципы титоизма, которые объединяли в себе югославизма и коммунизма.

### Чили

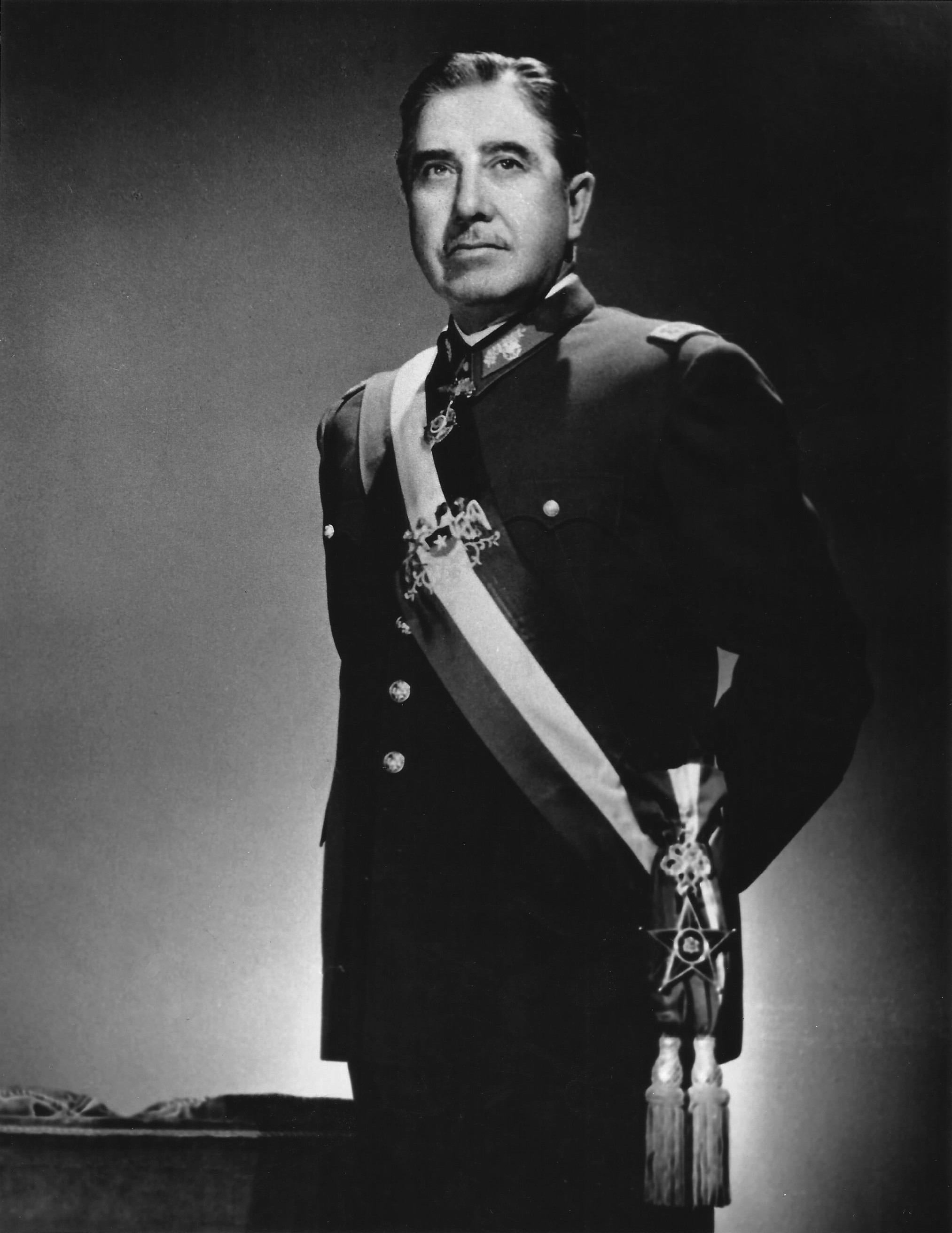
Августо Пиночет

Диктатор Чили Августо Пиночет имел звание «Пожизненного Сенатора Чили» (что было уже после смерти Пиночета) и «Лидер нации», что очень близко к вождизму.

### Бразилия

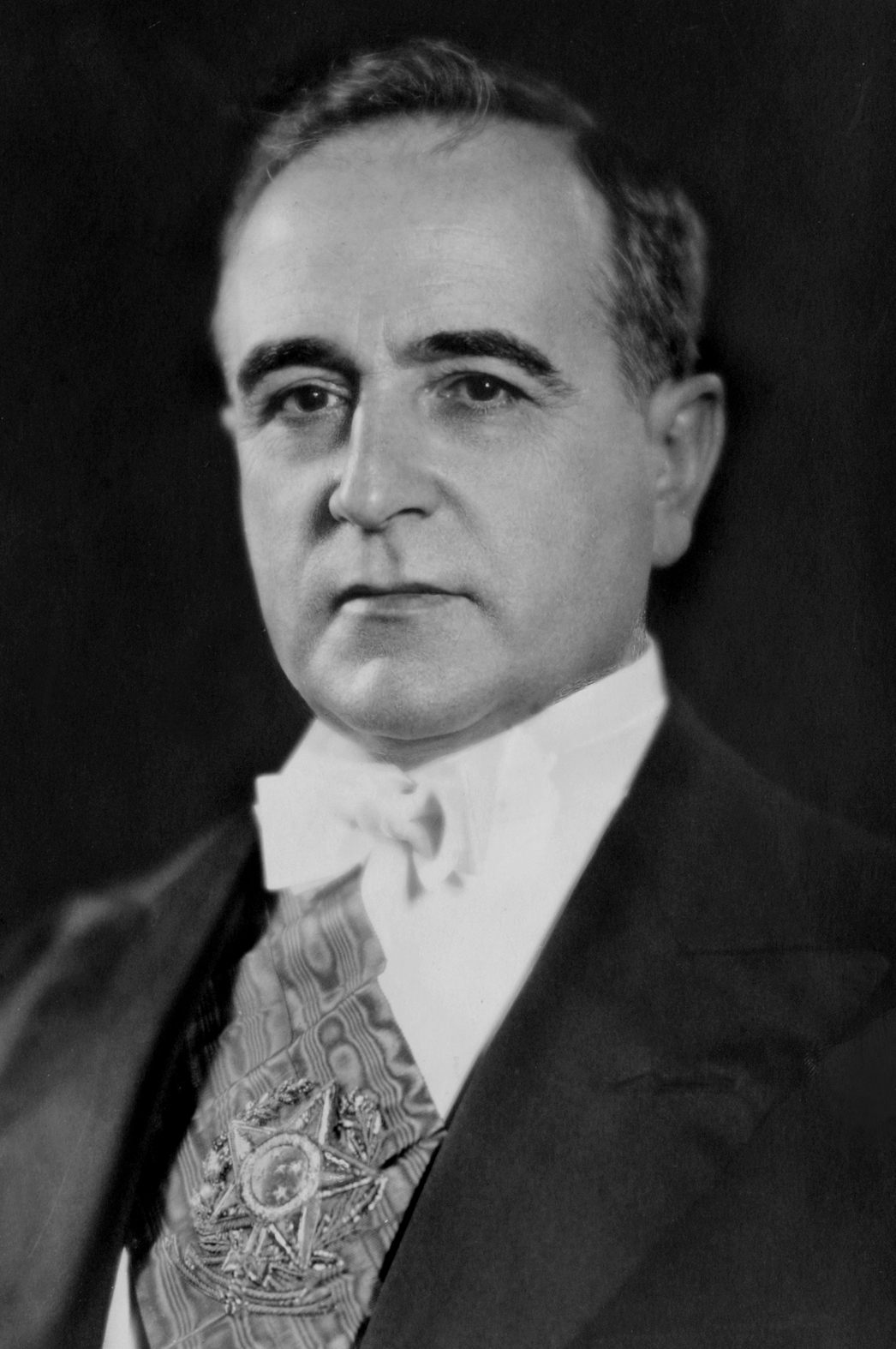
Жетулиу Варгас

В Бразилии во время «революции»-переворота 1930 года и далее в эру Варгаса диктатор Жетулиу Варгас именовался «верховным вождём революции».

### Доминиканская республика

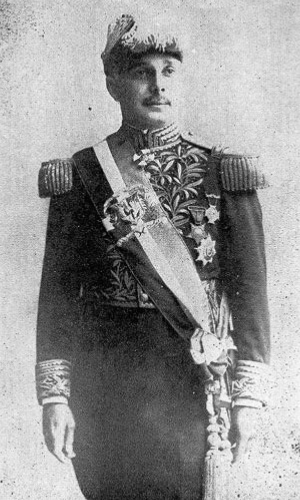
Рафаэль Трухильо

Президент-диктатор Доминиканской Республики Рафаэль Трухильо именовался «шефом» и среди прочих проявлений культа личности переименовал в свою честь столицу и провинцию страны.

### Польша

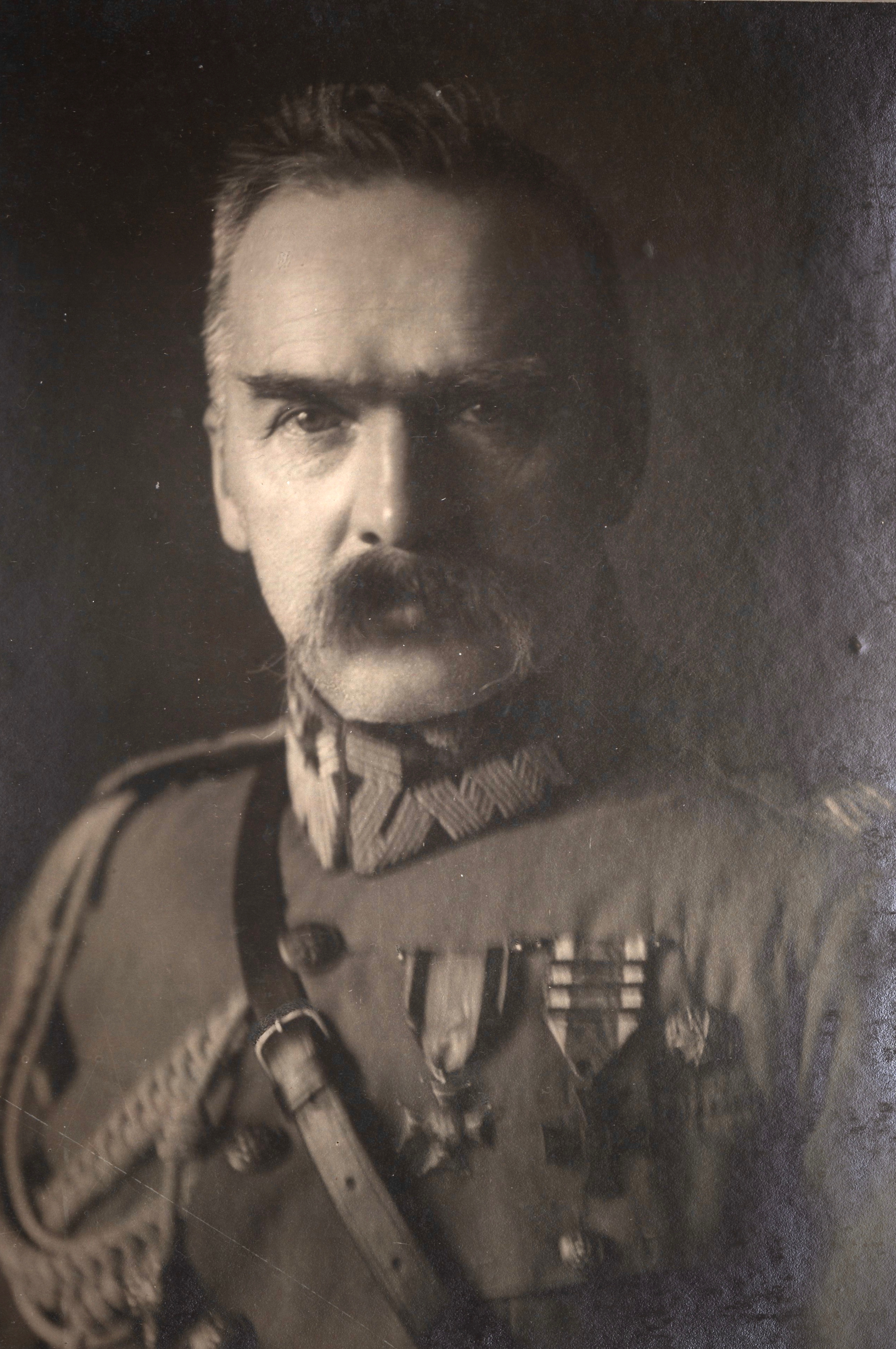
Юзеф Пилсудский

Правитель Польской Республики Юзеф Пилсудский кроме титула «Начальник государства Польского», имел звание «Вождь польского народа».

### Российское государство

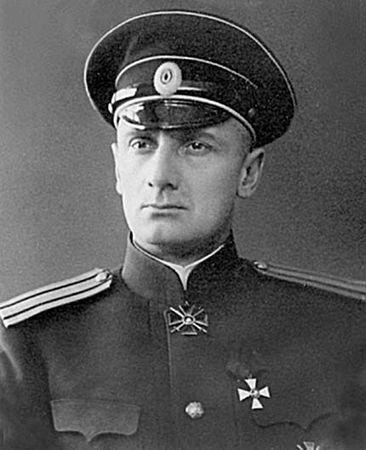
А. В. Колчак

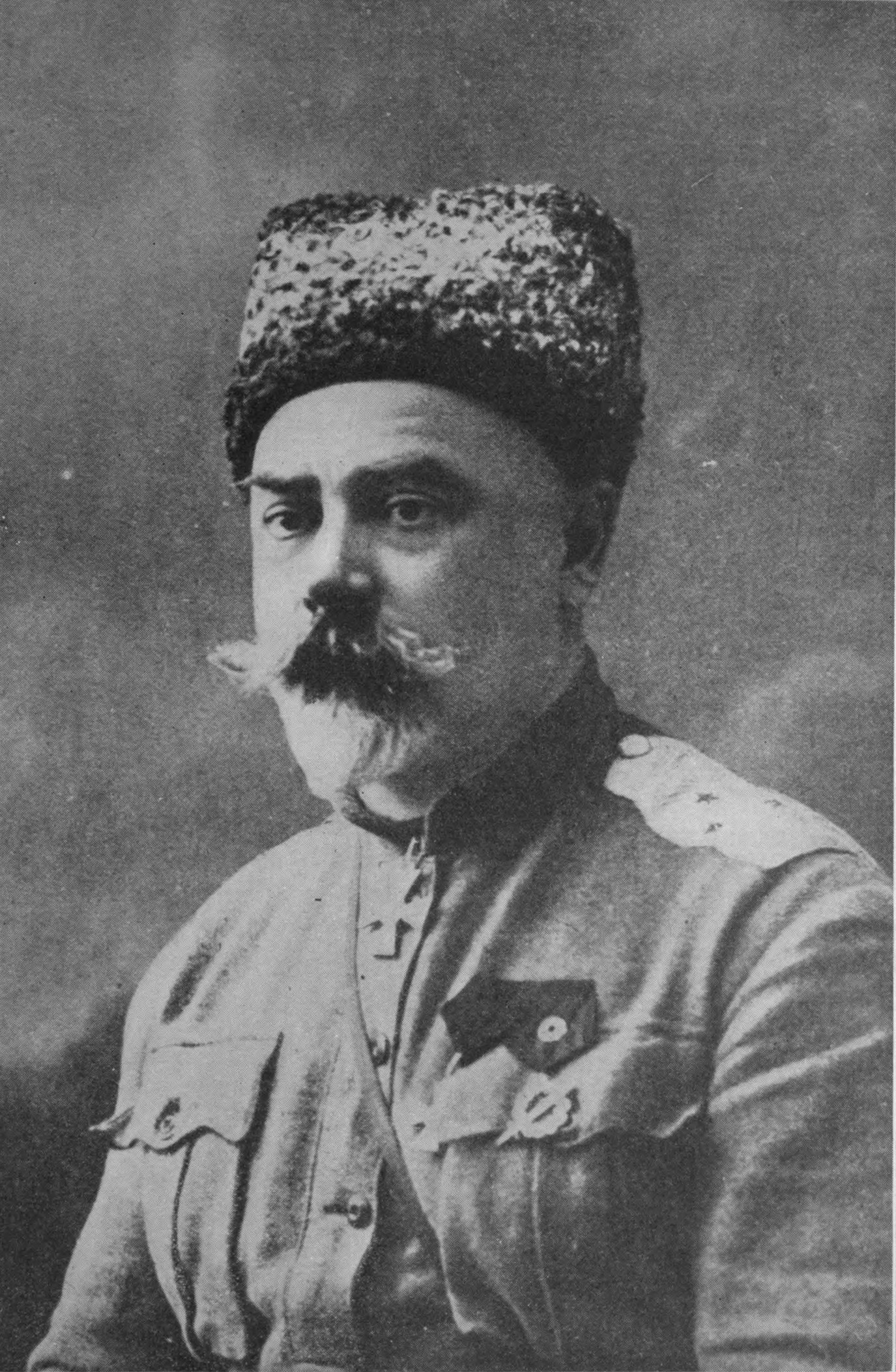
А. И. Деникин

Лидеров Белого движения в годы гражданской войны в России звали «белыми вождями», а такие генералы как Антон Деникин, Пётр Врангель или Лавр Корнилов культивировались в народе как борцы за свободу русского народа.
Например лидер Российского государства Александр Колчак имел титул «Верховного правителя России». На территории России проводились терроры по отношению к сторонникам большевиков и тем, кто не принимал власть белогвардейских генералов.

### Эстония

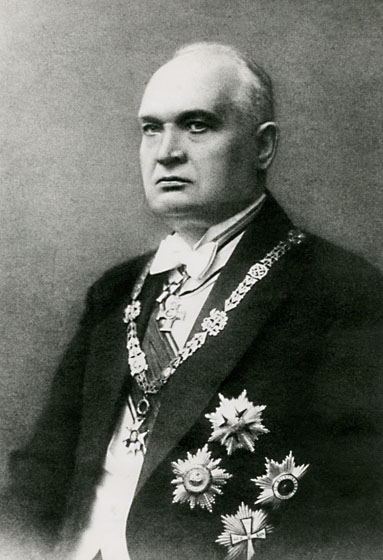
Константин Пятс

Первый президент Эстонии Константин Пятс был тоже авторитарным лидером, именовался «Вождём нации» и имел статус «Государственного Старейшины».

### Латвия

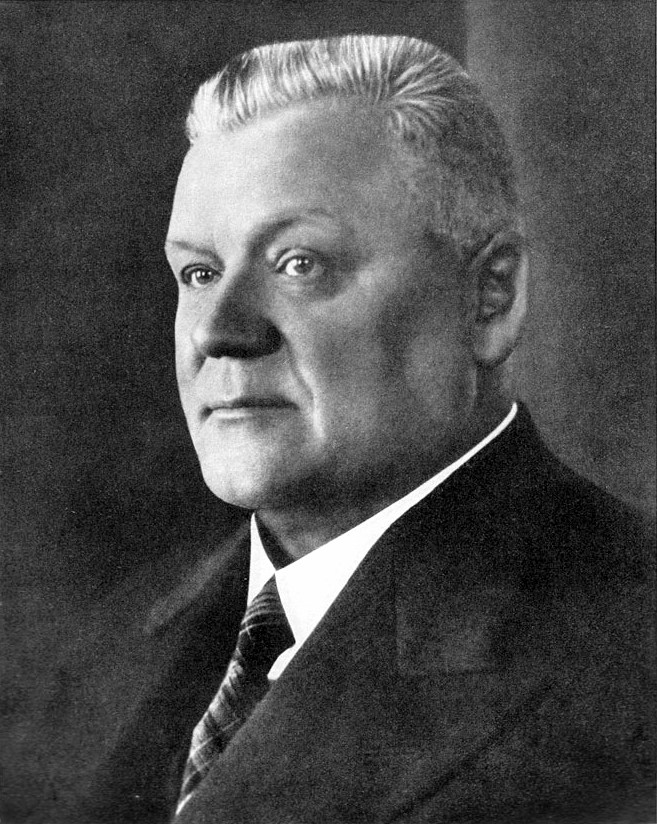
Карлис Улманис

Установившего авторитарный режим президента предвоенной независимой Латвии Карлиса Ульманиса официально именовали вождём народа и отцом нации.

### Литва

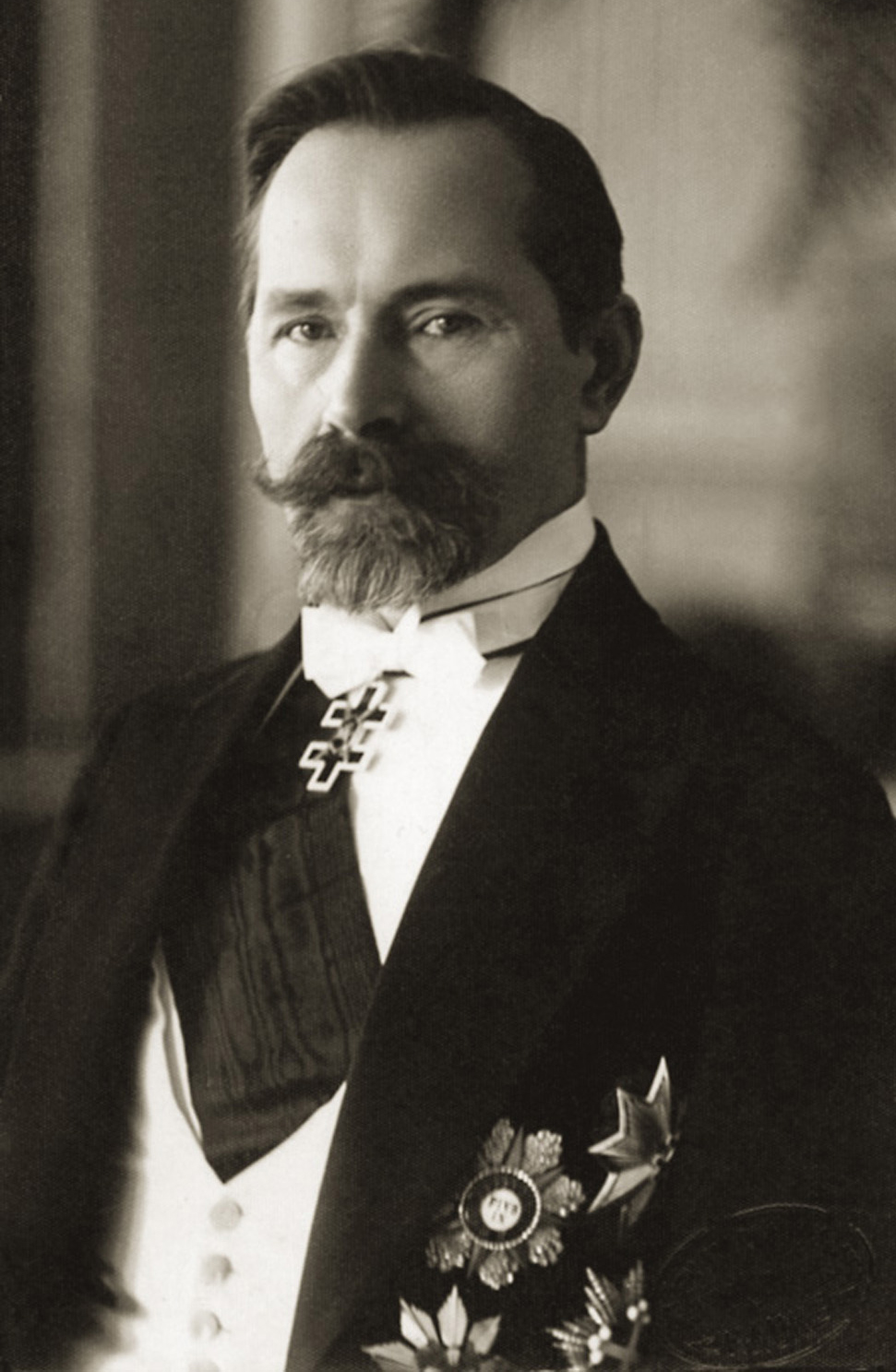
Антанас Сметона

Авторитарный президент предвоенной независимой Литвы Антанас Сметона именовался вождём нации.

### Греция

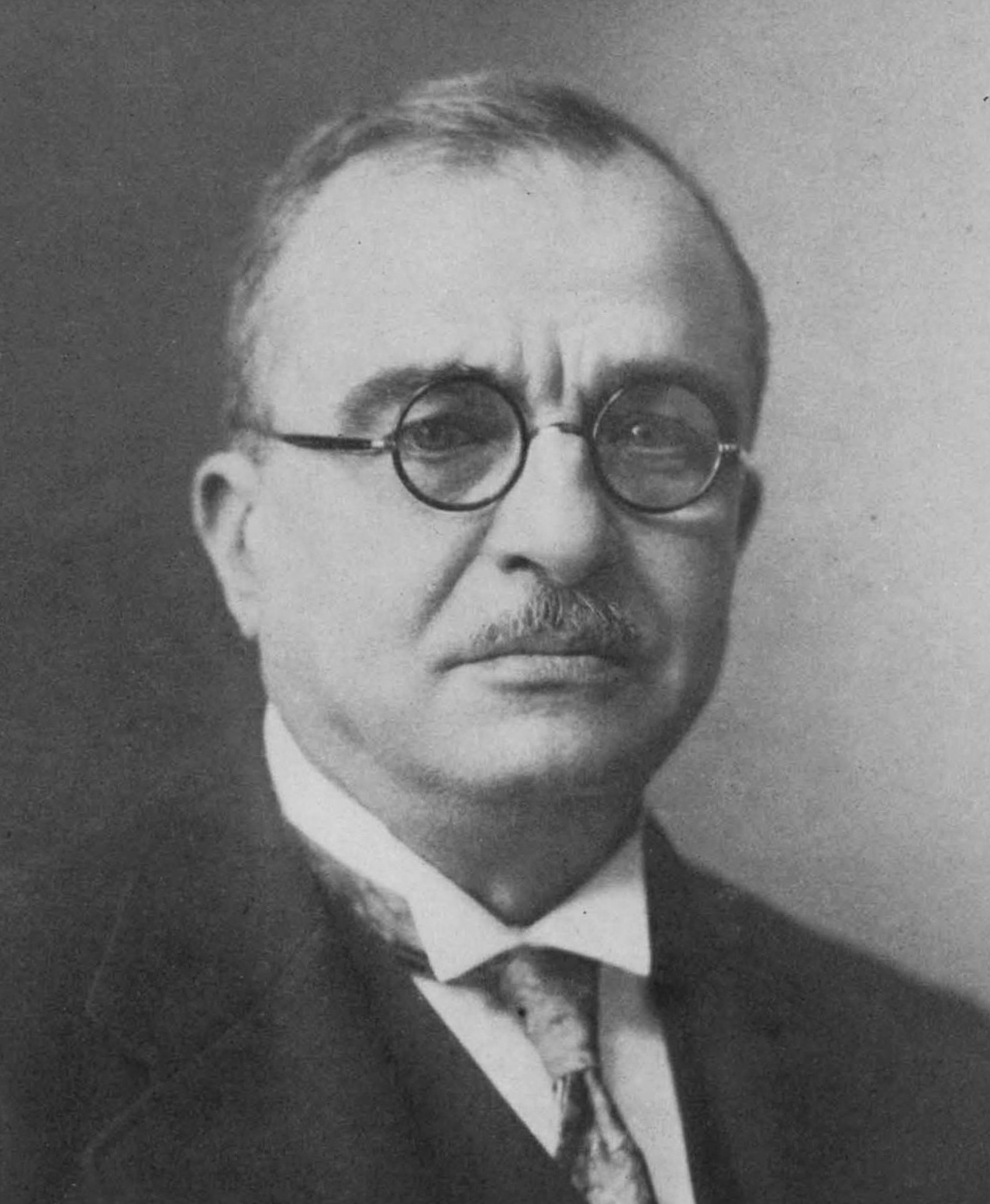
Иоаннис Метаксас

Диктатор предвоенной Греции Иоаннис Метаксас именовался вождём (архигос).

### Португалия

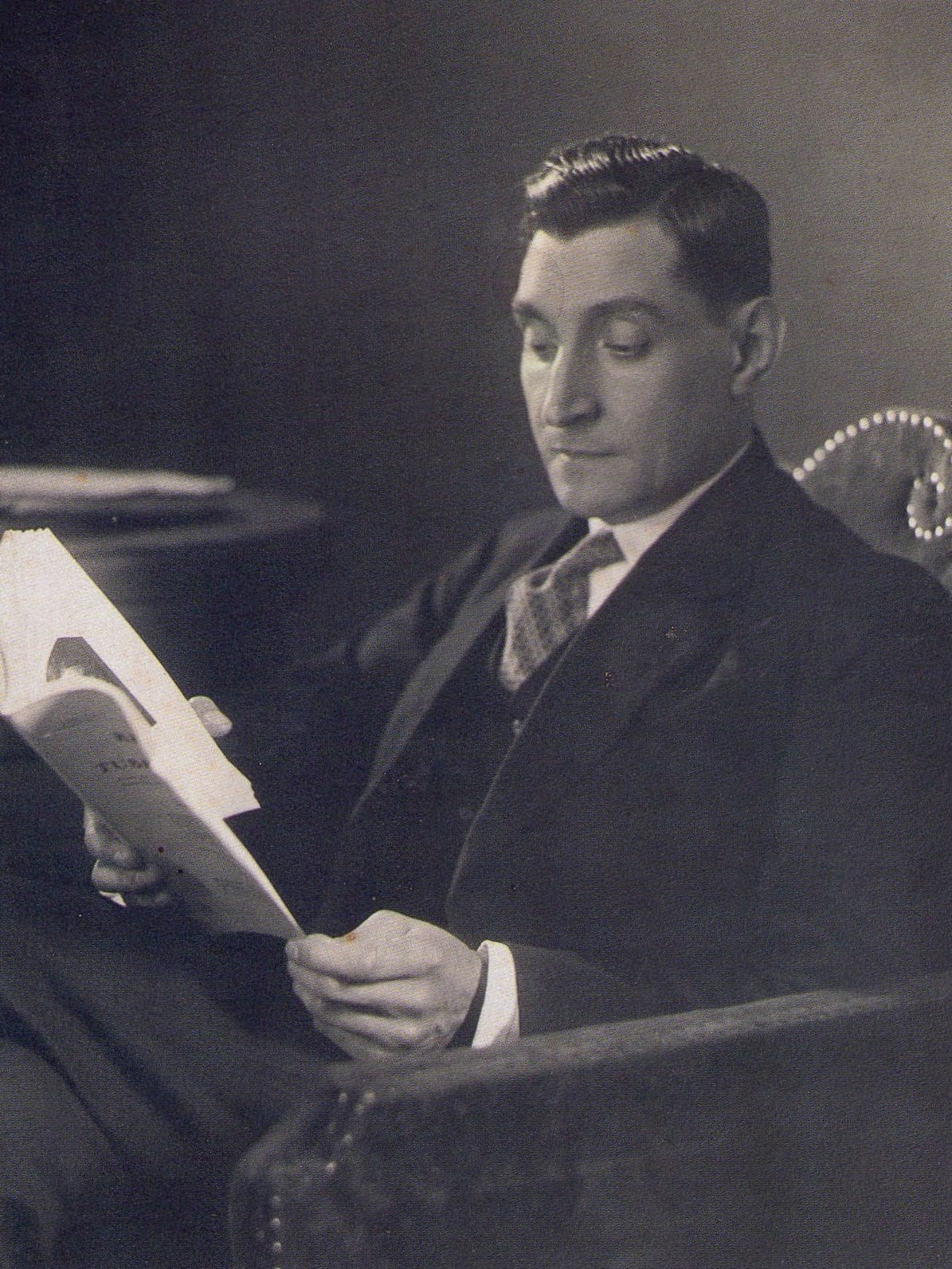
Салазар

Премьер-министр Португалии Антониу ди Салазар именовался «Вождем народа».

### Испания

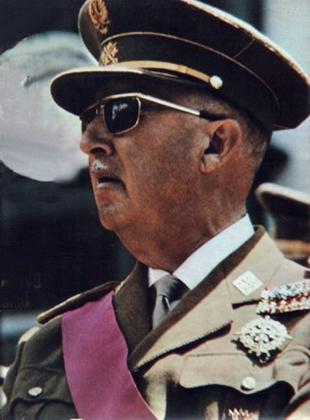
Франко

В Испании пришедший к власти ещё до Второй мировой войны диктатор-каудильо Франко возглавлял близкий к вождистскому режим каудилизма до 1975 года.

### Хорватия
В сателлитной Третьему Рейху Хорватии диктатор Анте Павелич именовался как поглавник, то есть вождь.

### Словакия
В также бывшей сателлитом для нацистской Германии Словакии президент Йозеф Тисо именовался водчей — вождём.

### НВА Сербия
В сателлитной Третьему Рейху Сербии Милана Недича называли воджей — вождём.

### Нидерланды
Премьер министр Подконтрольных нацистами Нидерландов Антон Мюссерт был назначен Лейдером — «Вождём Нидерландского народа».

### Норвегия
Во время Второй мировой войны возглавлявший коллаборационистское правительство оккупированной Третьим Рейхом Норвегии премьер-министр Квислинг именовался как «фёрер», то есть фюрер-вождь.

### Венгрия

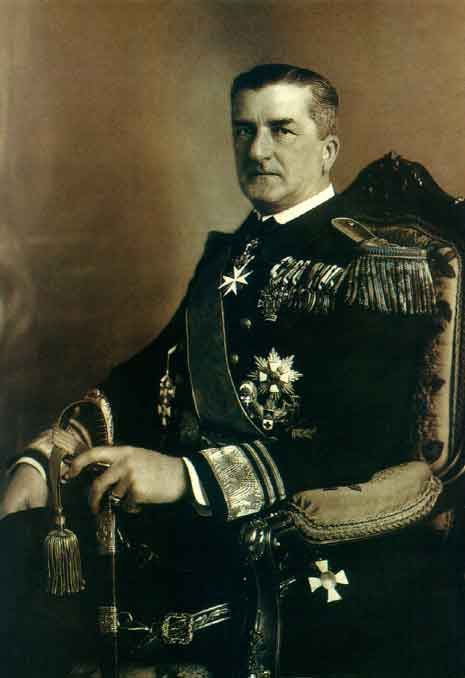
Миклош Хорти

После отказа от монархии, ставшей формальностью ещё при вождизме Миклоша Хорти, в ходе устроенного нацистской Германией переворота 1944 года правителем нацистской Венгрии с официальным титулом «вождь нации» (а также «фюрер венгерского народа») ненадолго (полгода) стал премьер-министр Ференц Салаши.

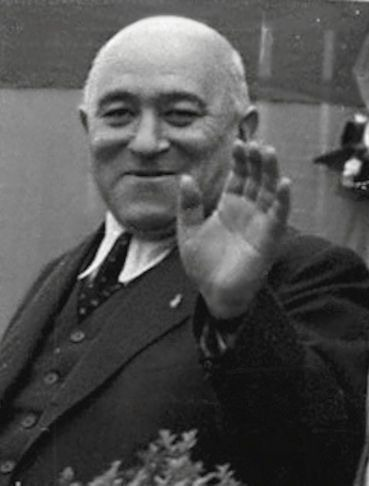
Матьяш Ракоши

Коммунистический диктатор Венгрии Матьяш Ракоши именовался «Вождём Народа», что свойственно марионеточным коммунистическим режимам.

### Румыния

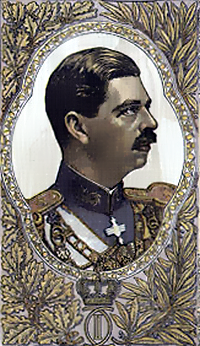
Кароль II

Король Румынии пришедший ко власти в результате переворота в 1934 Кароль II, именовался как "Кондукэтор", "Спаситель нации", "Величайший монарх" и т.д

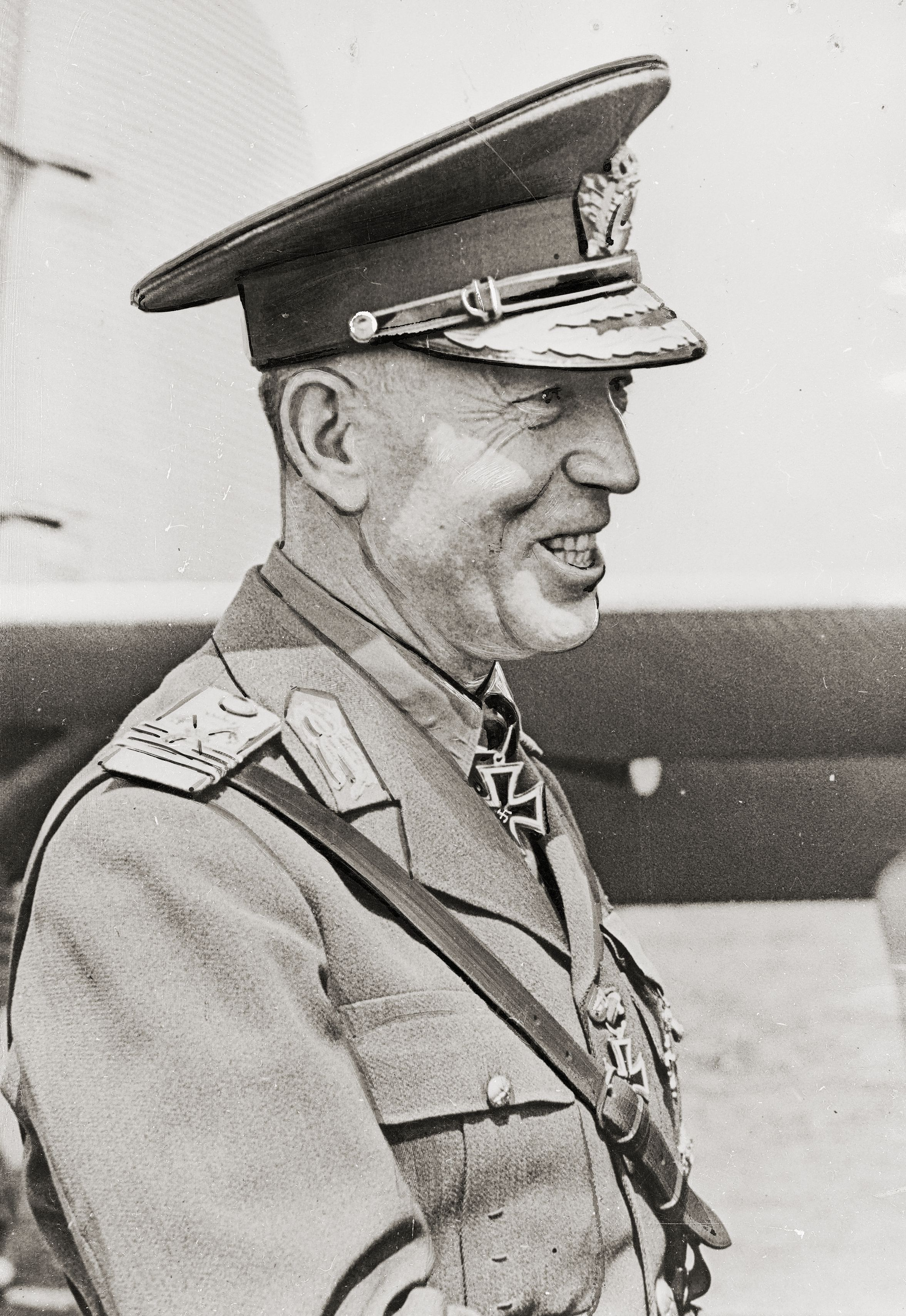
Ион Антонеску

Премьер-министр и фактический правитель-диктатор союзной Третьему Рейху Румынии Ион Антонеску именовался как кондукэтор, то есть вождь. Его политический противник (а до этого соратник) Корнелиу Зеля Кодряну в основанном им «Легионе Михаила Архангела» и его воинском формировании «Железной гвардии» назывался «кэпитанул» (рум. căpitanul — капитан).

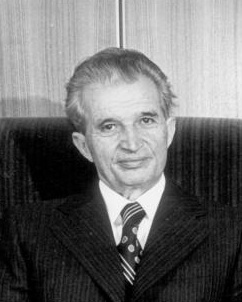
Николае Чаушеску

В авторитарной социалистической Румынии времён культа личности Николае Чаушеску среди разнообразных эпитетов вновь использовалось в том числе и слово кондукэтор — вождь.

### Франция
Правитель сателлита Нацистской Германии Вишистской Франции Филипп Петен именовался Шеффом — «Вождём».

### Китай

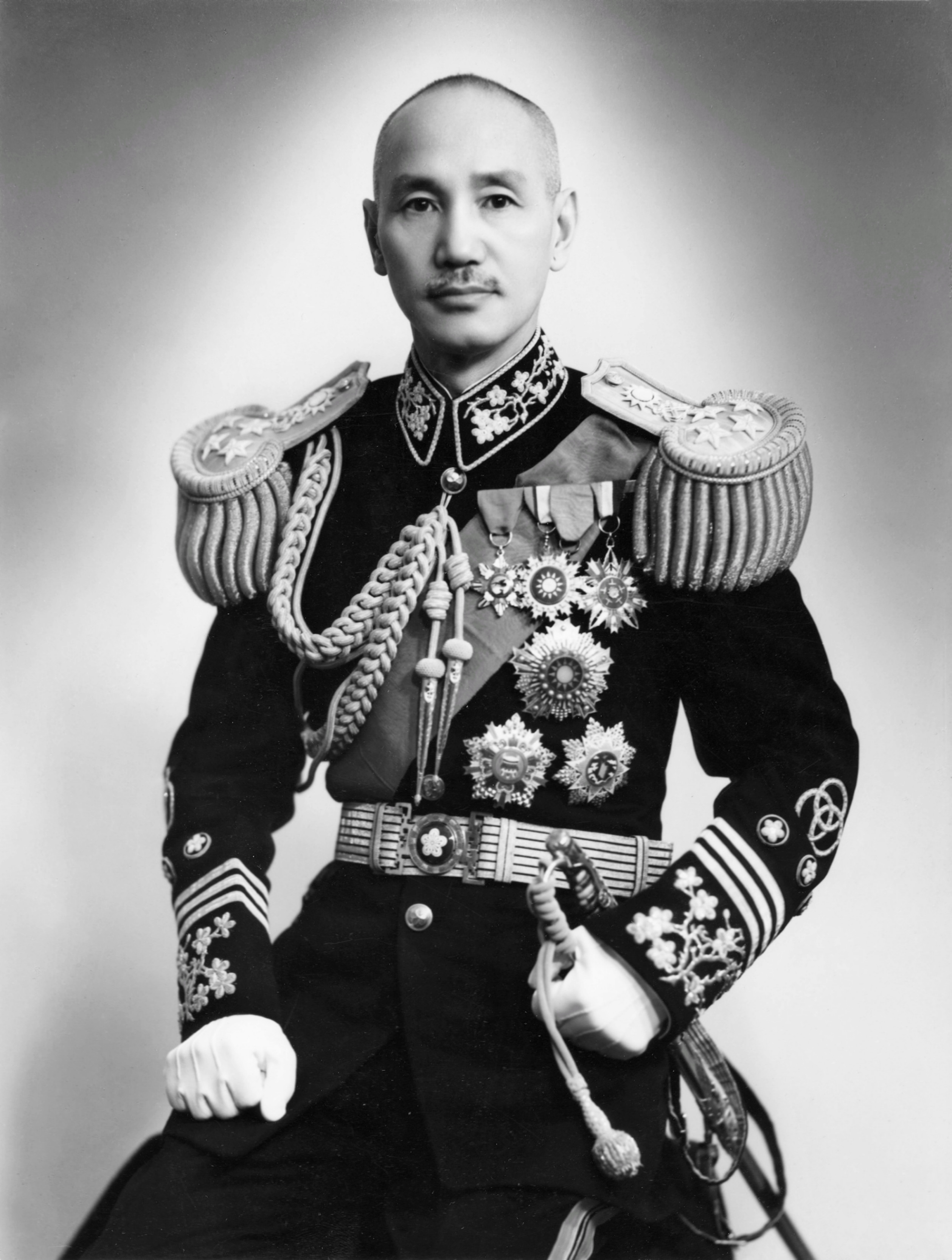
Чан Кайши

Лидер авторитарного Гоминьдановского Китая Чан Кайши носил титул Линсю, что близко к понятию вождь.

Основатель КНР и маоизма Мао Цзэдун именуется «великим кормчим», то есть вождём.

### Камбоджа
Камбоджийского диктатора Пол Пота называли при его правлении «Вождём Кампучии» или «Вождём Революции».

### Северная Корея
Ким Чен Ир в рамках созданной Ким Ир Сеном идеологии чучхе теоретически обосновал вождизм и рассматривал взаимосвязь партии и вождя: «Вождь, партия и массы — это единый комплекс, делящий общую судьбу, горе и радость. Они тесно сплочены между собой единой мыслью и волею, чувством морального долга и в этом гарантия непобедимости дела социализма. Мы должны ещё теснее сплачивать весь народ вокруг партии и вождя, непрерывно укреплять силу единомыслия и сплоченности вождя, партии и масс». Основателя КНДР Ким Ир Сена среди прочих подобных титулов называют «Великим вождём», а его сына Ким Чен Ира — «Великим руководителем» и просто «Вождём».

### Албания
В социалистической Албании вождём, верховным товарищем, великим учителем много десятилетий именовали Энвера Ходжу.

### Пакистан
Первого премьер-министра независимого Пакистана Лиакат Али Хана называли каид-и миллат — «отец нации».

### ОУН

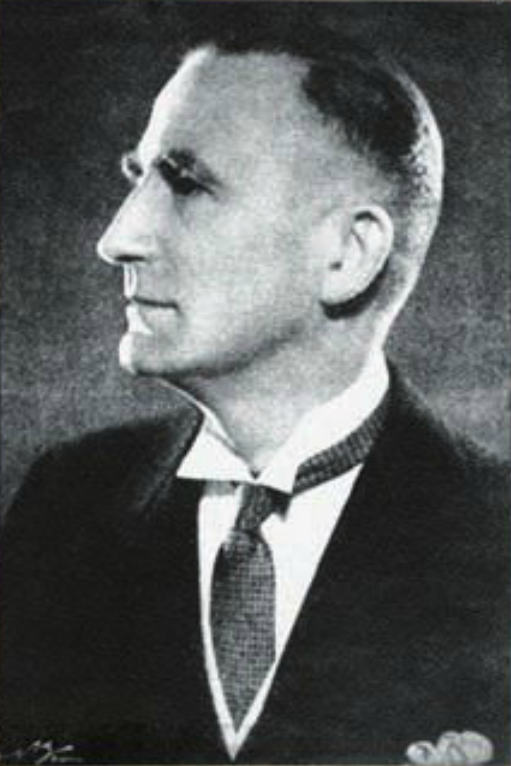
А. А. Мельник

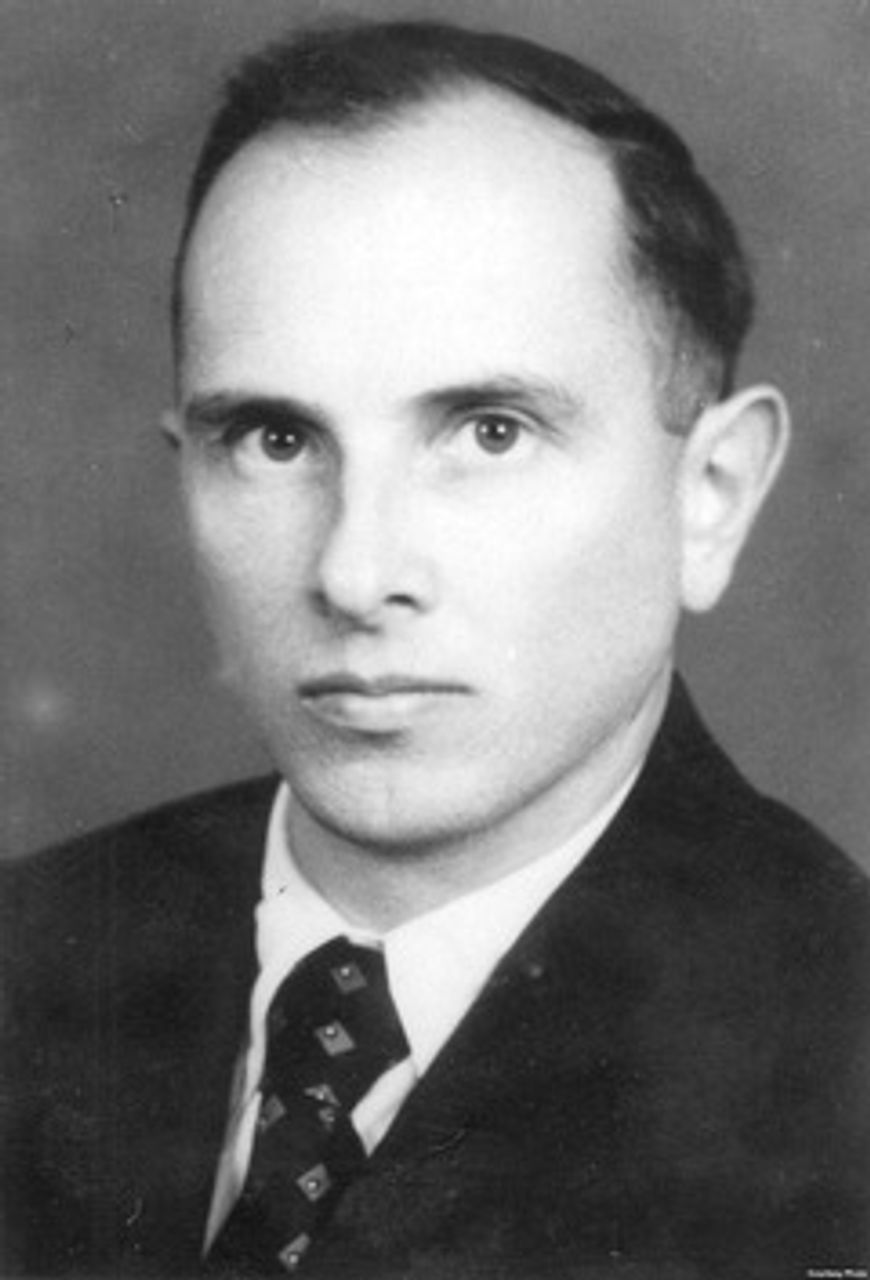
С. А. Бандера

В ОУН был титул вождя. Первый руководитель и основатель организации Евгений Коновалец именовался в пропаганде вождём нации и даже главой государства хотя фактически не контролировал украинские территории.27 августа 1938 г. в Риме случился Второй великий сбор Организации украинских националистов, который официально окрестил Андрея Мельника на посаде главы «Руководства Украинских Националистов» и дал ему титул «Вождя», провозгласив его ответственным только «перед Богом, нацией и своим собственным сомнениям».После раскола В ОУН лидер ОУН(б) Степан Бандера в националистической пропаганде именовался вождём украинского народа и Организации украинских националистов.

### Куба

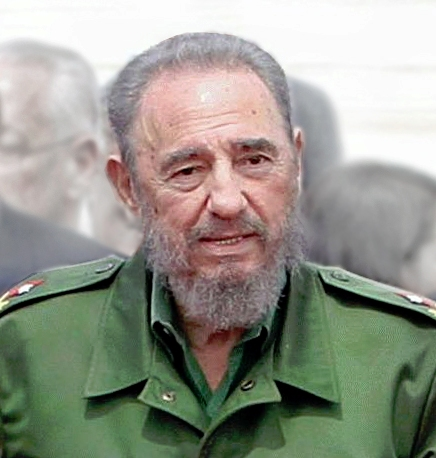
Фидель Кастро

С провозглашения социалистической Кубы именуется вождём Фидель Кастро, а также «вождями революции» — он, его брат Рауль и Че Гевара.

### Индонезия
В постреволюционной Индонезии президент Сукарно именовался также «великим вождём революции» и бунг-карно, то есть вождём народа.

### Гаити
Среди присвоенных «карманным» парламентом многочисленных титулов пожизненного президента-диктатора Гаити Франсуа Дювалье было «верховный вождь революции».

### Парагвай
Среди титулов президента-диктатора Парагвая Альфредо Стресснера были «великий вождь» и «единый вождь».

### Панама
Президент авторитарного режима в Панаме Омар Торрихос именовался в том числе как «верховный вождь панамской революции».

### Филиппины
Главу авторитарного режима на Филиппинах президента-диктатора Фердинанда Маркоса часто называли «вождём нации».

### Гана
Объявлявшийся пожизненным первый президент Ганы Кваме Нкрума установил вождистский авторитарный режим на базе разработанной им теории коншиенсистского социализма.

### Малави
Глава почти тридцатилетнего диктаторского режима Малави «пожизненный президент» Хастингс Банда установил культ личности.

### Вьетнам

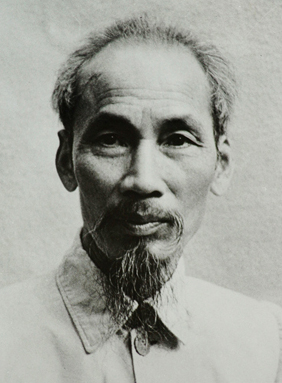
Хо Ши Мин

Лидера Вьетнама Хо Ши Мина звали «Вождём Революции».

### Центральноафриканская Республика
Жан-Бедель Бокасса сначала стал полновластным диктатором-президентом Центральноафриканской Республики с именованием себя в СМИ всевозможными пышными титулами, а позже провозгласил себя императором.

### Заир
Установивший 32-летний жёсткий авторитарный режим и культ личности президент-диктатор Заира Мобуту Сесе Секо официально именовался «отцом народа», «спасителем нации» и прочими пышными титулами.

### Ирак

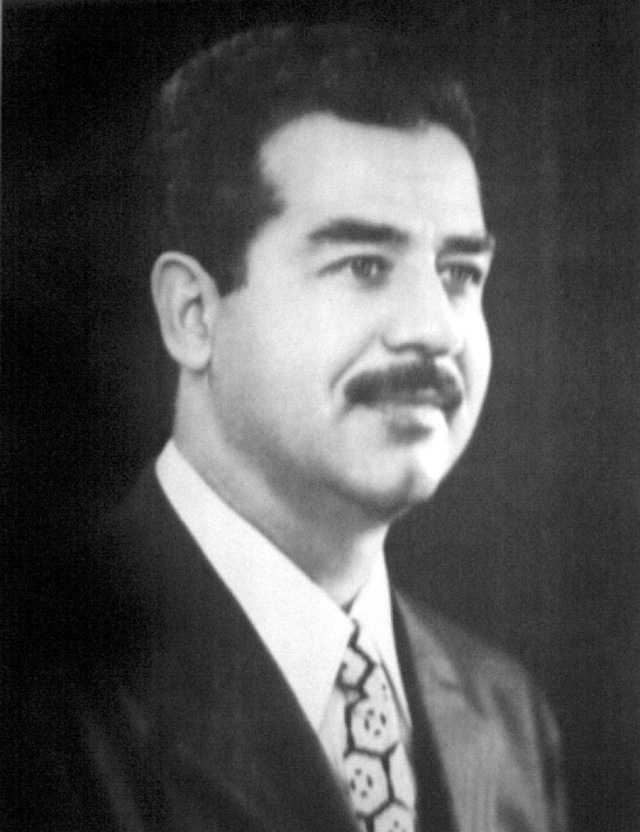
Саддам Хусейн

Премьер-министр Ирака в 1958—1963 гг Абдель Керим Касем именовался как «аз-заи́м» — по-арабски вождь.
Диктатор Саддам Хусейн, в 1979—2003 гг одновременно президент и премьер-министр Ирака, генеральный секретарь правящей партии Баас, председатель Совета революционного командования, маршал, в иракских СМИ назывался также вождём. Создал культ личности, который подразумевал открытие прижизненных памятников, изучение его биографии в школах и т. д.

### Ливия

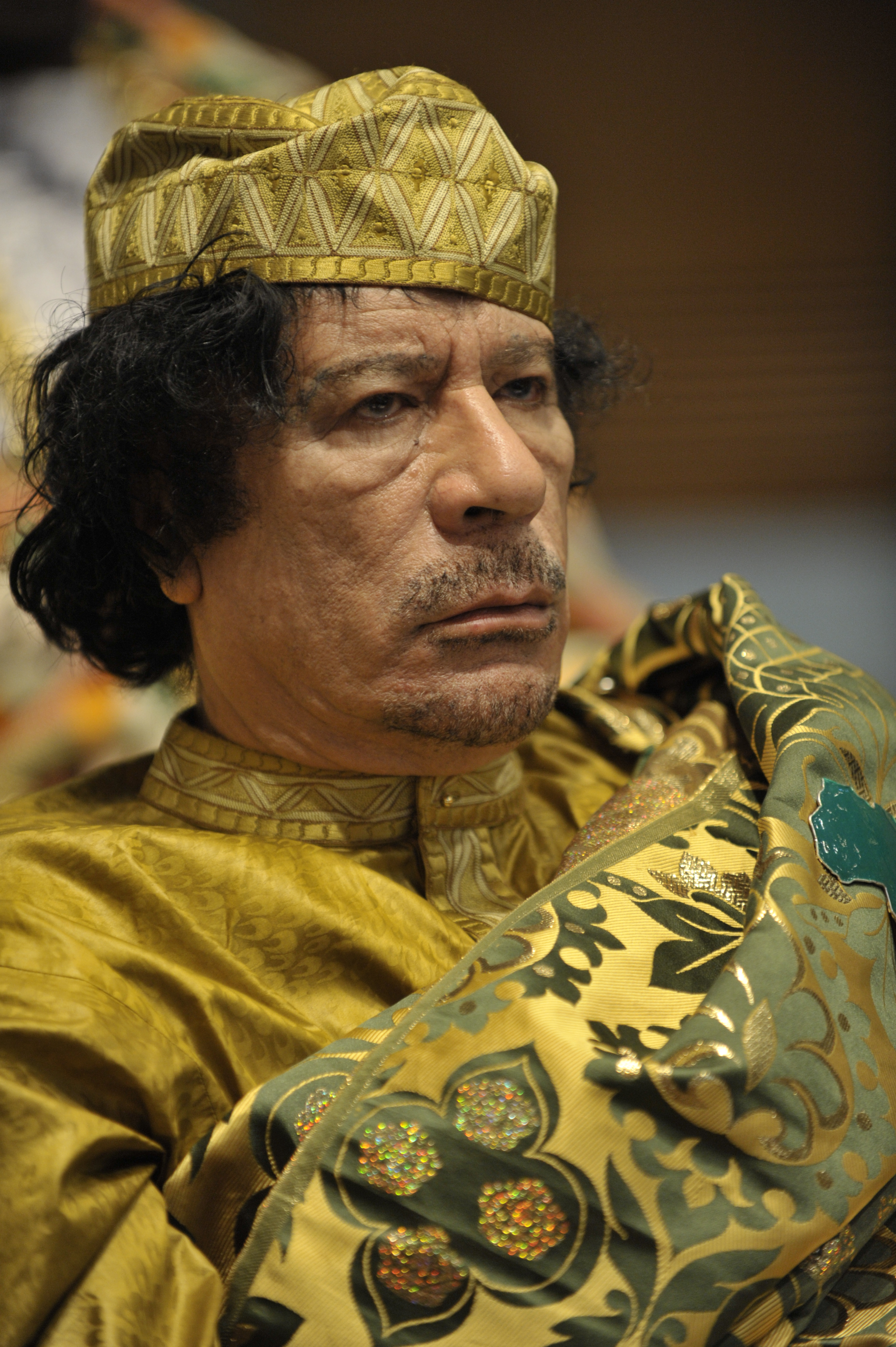
Муаммар Каддафи

Одним из официальных титулов руководителя Ливийской джамахирии Муаммара Каддафи был «братский вождь и руководитель революции».

### Уганда
Эксцентричный президент-диктатор Уганды Иди Амин установил режим личной власти и присвоил ряд не только национальных, но и зарубежных правительственных титулов.

### Эфиопия
Президент социалистической Эфиопии Менгисту Хайле Мариам первое время даже не создавал правящую партию, опасаясь угрозы режиму своей личной власти и руководимому им «красному террору».

### Афганистан
Первый президент ДР Афганистан Нур Мохаммад Тараки почти сразу же после революции стал именоваться «великим вождём» и «великим мыслителем», однако очень быстро утратил поддержку как революционных сил, так и СССР, и был свергнут.

### Турция

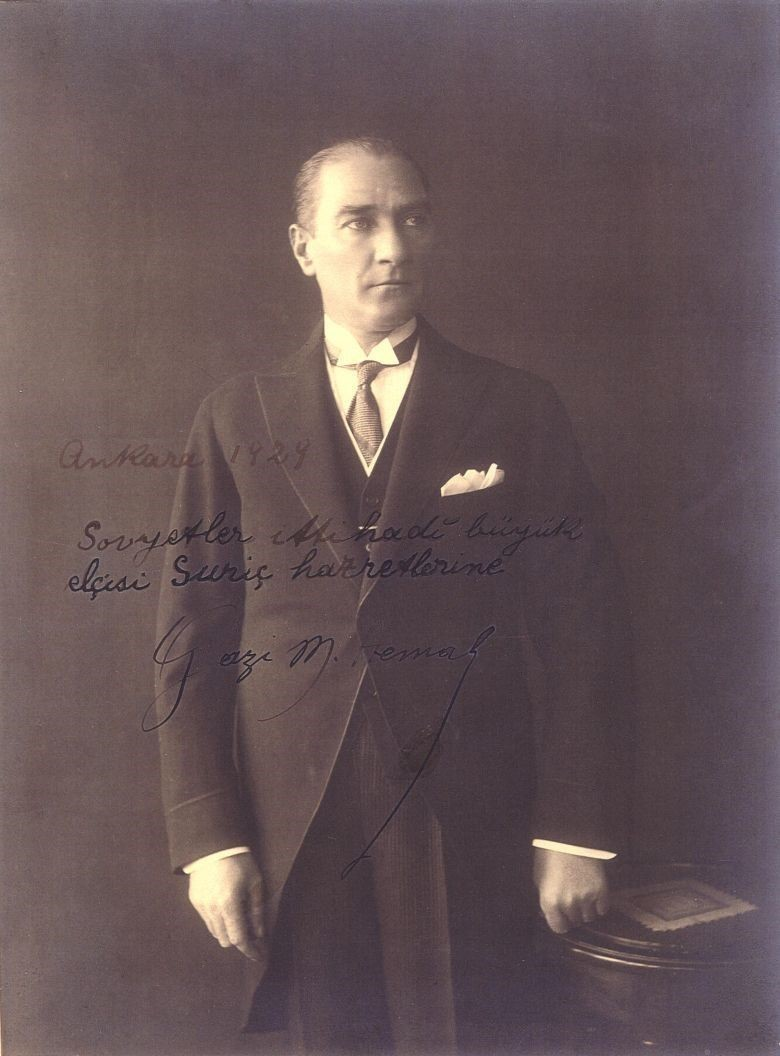
Мустафа Кемаль Ататюрк

Первый президент Турции - Мустафа Кемаль Ататюрк, имел на территории Турции культ личности, его личность богословят во время различных государственных праздников, а сама идеология Ататюрка - является государственной. Также в честь него до сих пор названы улицы, построены памятники и поются песни.

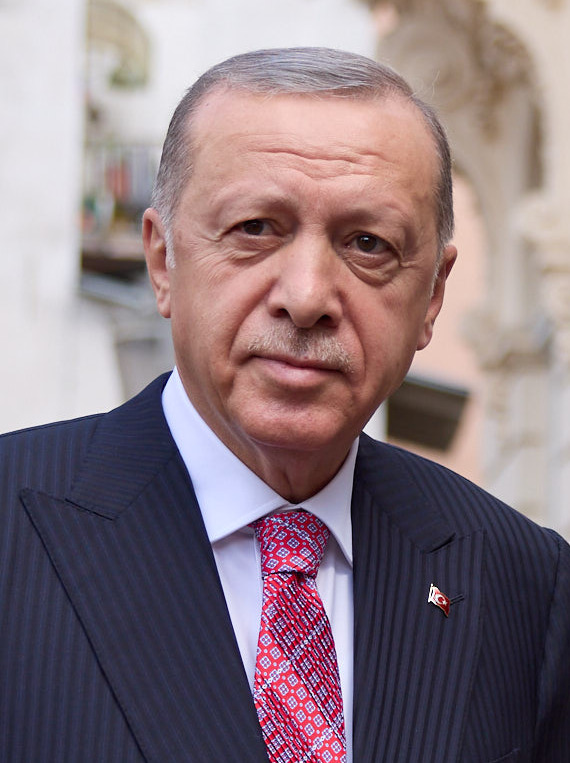
Реджеп Тайип Эрдоган

Президент Турции Реджеп Тайип Эрдоган построил на территории государства самый настоящий культ личности, на подобии диктаторов XXI века, он постоянно проводит различные про-властные мероприятия, садит и выгоняет оппозицию, фальсифицирует выборы и держит страну в «Железной руке», также президента иногда называют «Лидером нации».

### Российская Федерация

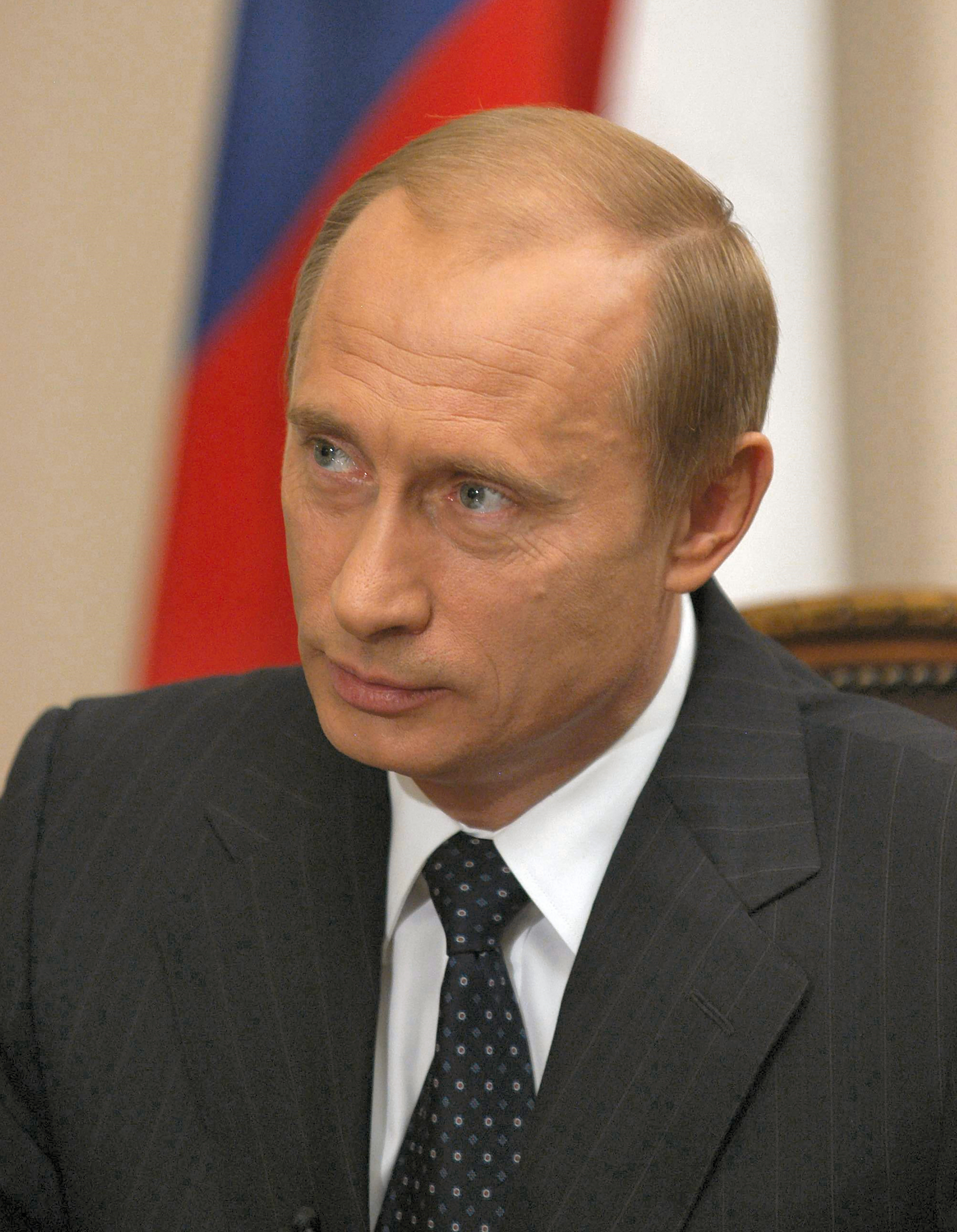
В. В. Путин

После распада СССР для России типична смесь лидерства и элементов  вождизма. Как Ельцин, так и Путин начинали как лидеры, но постепенно смещались к  тенденции преобладающего вождизма.
В современной России культ лидера набирает популярность, в честь Путина создаются организации, происходят мероприятия которые называют «Путингами», в честь Путина называют улицы, как например Проспект Владимира Путина в Чечне. Вокруг Путина был построен миф о Лидере, который борется с коллективным западом. За 20 лет у власти, Путин смог убедить большую часть страны в том, что он является гением геополитики и непобедимым лидером который будет нести победы и расширять территории РФ, что он подтвердил фразой «Границы России нигде не заканчиваются».

### Сербия

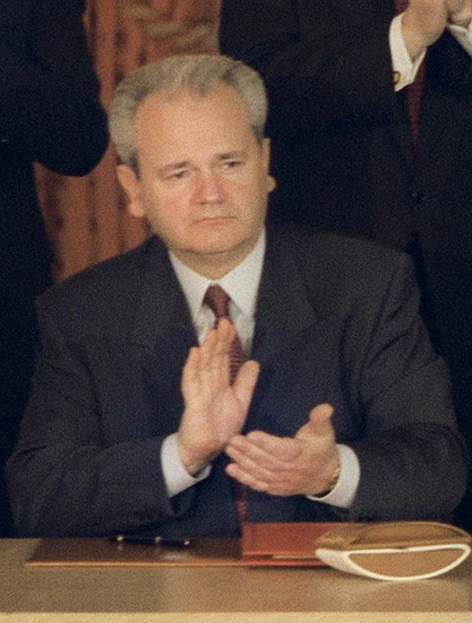
Слободан Милошевич

Во время распада Югославии, в Союзной Республике Югославия и Сербия ко власти пришел президент Слободан Милошевич, который превратил Сербию за 14 лет своего правления в авторитарную страну.
В честь Милошевича регулярно проводились митинги, а в сербской пропаганде он регулярно именовался вождём и лидером нации.

### Туркменистан

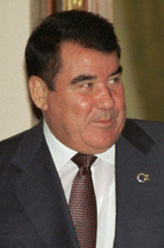
Сапармурат Ниязов

В постсоветском авторитарном Туркменистане среди официальных титулов Сапармурата Ниязова, помимо главного титула туркменбаши (глава туркмен), был сердар, то есть вождь. Его преемник, Гурбангулы Бердымухамедов, носит титул «аркадаг». Интересно, что его сына, нынешнего президента Туркменистана, зовут Сердар.

### Белоруссия

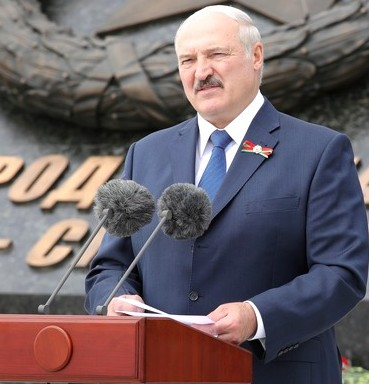
А. Г. Лукашенко

Белоруссия имеет выраженные проявления вождизма, сформировавшегося после прихода к власти в 1994 году Александра Лукашенко, установления и тотального укрепления за 29 лет в стране его режима (лукашизм). В электоральной части белорусского общества за Лукашенко закрепилось прозвище «батька» («батькой» он назвал себя сам, в одном из выступлений на телевидении: «хочу быть вашим батькой»), что в переводе на русский язык означает «отец». Практически все политические решения в стране принимаются сугубо по согласованию с главой государства. Портреты Лукашенко висят в подавляющем большинстве государственных организаций. Личность Александра Лукашенко часто культивируется белорусскими средствами массовой информации и государственными организациями методами пропаганды. За оскорбление Президента предусмотрена уголовная ответственность по статье 368 УК РБ, предусматривающей наказание вплоть до трёх лет лишения свободы.

### Казахстан

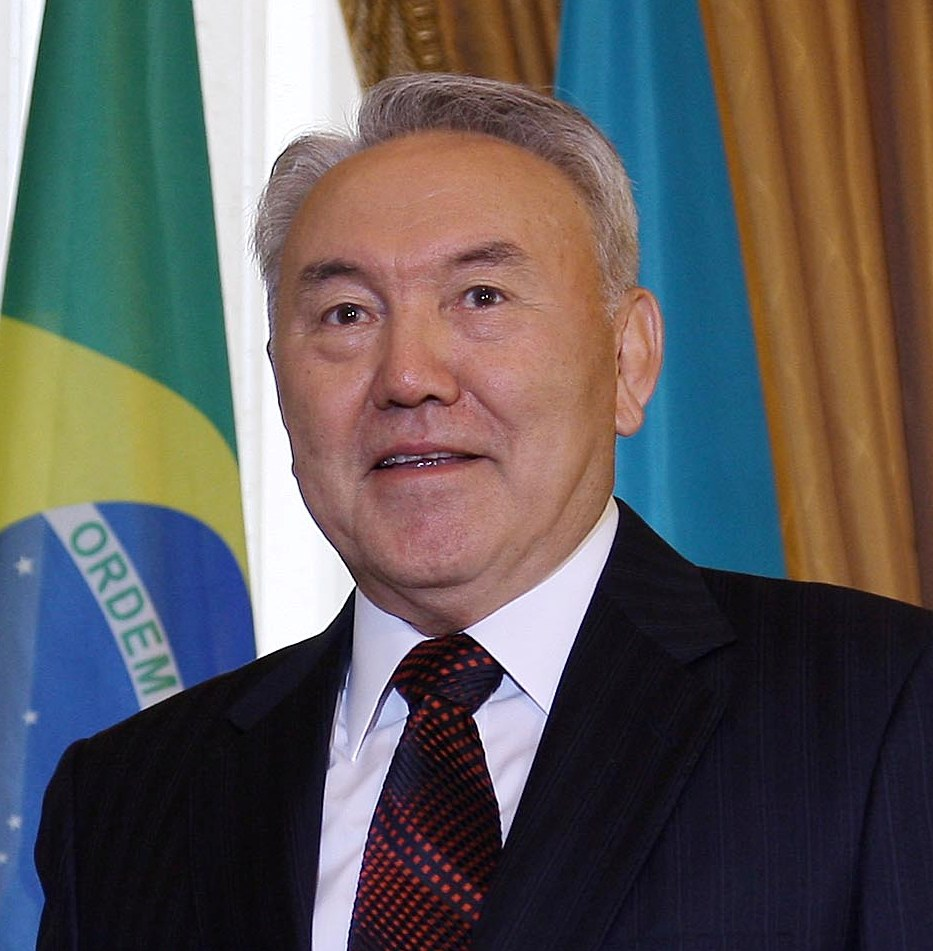
Нурсултан Назарбаев

В Казахстане в период 14.06.2010-15.02.2023 официальным титулом Нурсултана Назарбаева являлся «Елбасы» (лидер нации). Елбасы не мог быть задержан, арестован, привлечен к уголовной или административной ответственности за деяния. За порчу его изображений, публичные оскорбления и искажения фактов его биографии существовала уголовная ответственность. Во время его президентства в стране сформировался авторитарно-автократический режим.

### Украина

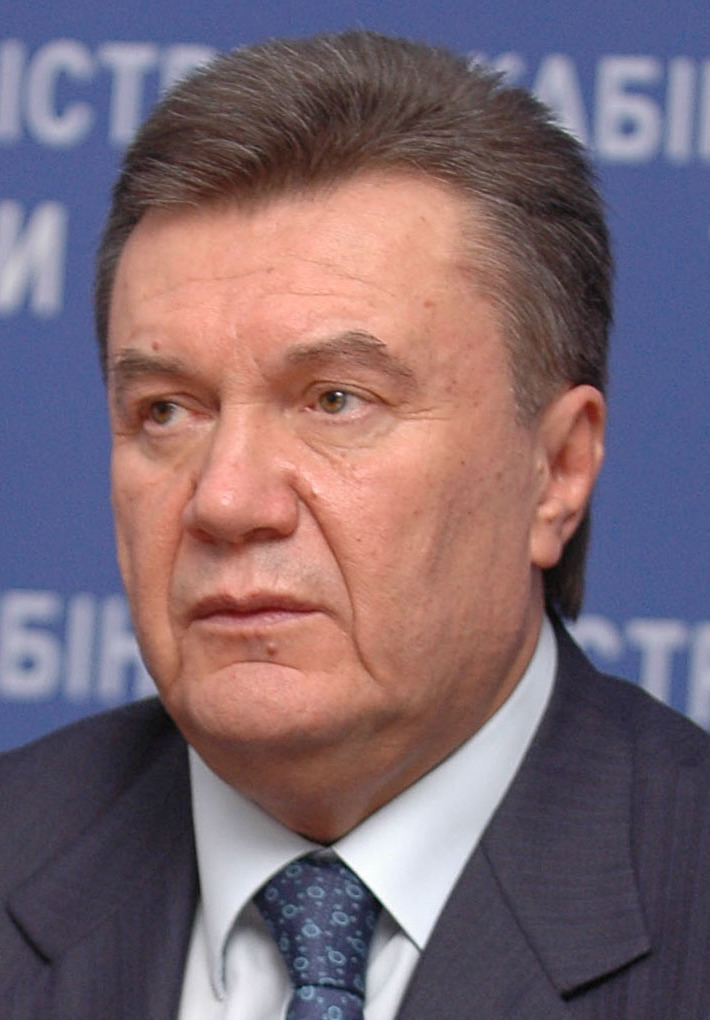
Виктор Янукович

После победы на выборах в Украине Виктор Янукович начал сближаться с Россией. И следуя примеру Владимира Путина, после принятия Законов 16 января его политика стала всё больше склоняться к вождизму и авторитаризму. Хотя Виктора Януковича нельзя назвать полноценным вождём или абсолютным автократом, в общественном сознании он закрепился как пророссийский диктатор. Его планы включали создание культа личности и укрепление режима под полным контролем Партии регионов.
В период правления Януковича власть активно формировала его образ как сильного лидера, глубоко верующего и преданного патриота. Однако после событий Евромайдана эти мифы были окончательно развенчаны.
С 2022 года подобные черты начали проявляться и при президентстве Владимира Зеленского, вокруг которого сложился образ «военного лидера».

### Кыргызстан

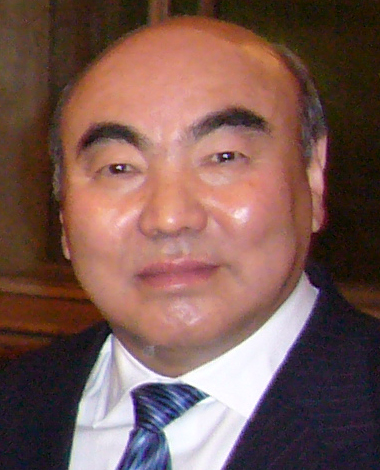
Аскар Акаев

Первый президент Киргизии Аскар Акаев имел выраженные проявления диктатуры и вождизма, которые сформировались ещё с 1991 года, пока он правил, он смог сформировать авторитарный режим.
Оппозиционный к режиму Акаева, Курманбек Бакиев, пришедший к власти в результате Тюльпановой революции, сам установил диктаторский про-российский режим,из-за чего был свергнут во время Дынной революции.

### Узбекистан

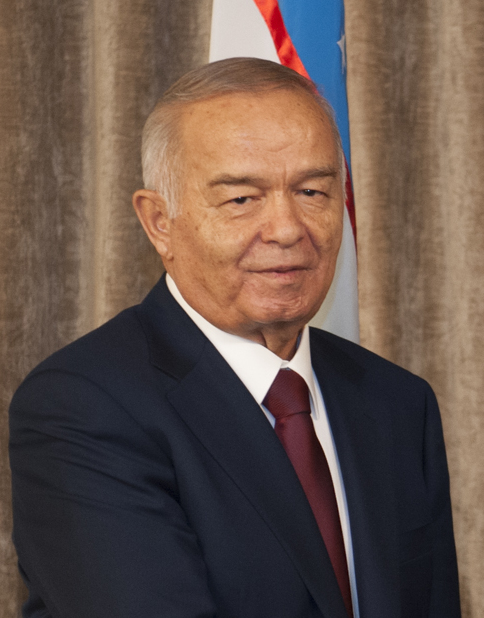
Ислам Каримов

Первый президент и диктатор Узбекистана Ислам Каримов носил неофициальный титул «юртбаши» (от узбекского Юртбоши — юрт (страна), боши (глава)).

### Таджикистан

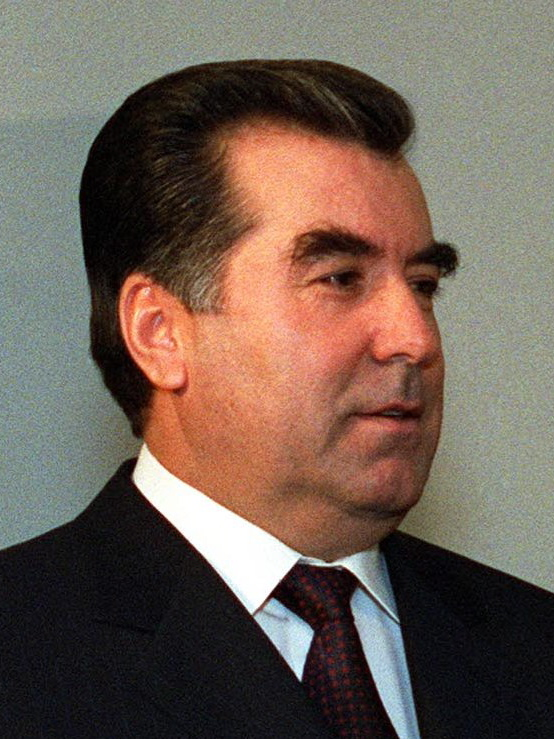
Эмомали Рахмон

Третий президент Таджикистана Эмомали Рахмон присвоил себе титул «Чаноби Оли» (Ваше превосходительство)», позже он объявил себя «Вождём нации».